# بمانویکی اوئست
بمانویکی اوئست (به لاتین: Bemaneviky Ouest) یک منطقهٔ مسکونی در ماداگاسکار است که در بخش امبانجا واقع شده‌است. بمانویکی اوئست ۵٬۸۴۱ نفر جمعیت دارد و ۳۲ متر بالاتر از سطح دریا واقع شده‌است.